# Lee Peak
Der Lee Peak ist ein Berg im westantarktischen Marie-Byrd-Land. Im Königin-Maud-Gebirge ragt er 5 km nördlich des Mount Denauro auf der Westseite des Scott-Gletschers auf.
Der United States Geological Survey kartierte ihn anhand eigener Vermessungen und Luftaufnahmen der United States Navy aus den Jahren von 1960 bis 1964. Das New Zealand Antarctic Place-Names Committee benannte ihn 1967 nach Frank P. Lee, Luftbildfotograf bei der Operation Deep Freeze der Jahre 1965, 1966 und 1967.